# Campionati del mondo di ciclocross 2016 - Gara maschile Elite
La sessantasettesima edizione della gara maschile Elite dei Campionati del mondo di ciclocross 2016 si svolse il 31 gennaio 2016 con partenza ed arrivo da Heusden-Zolder in Belgio, su un percorso totale di 26,18 km. La vittoria fu appannaggio del belga Wout Van Aert, il quale terminò la gara in 1h05'52", alla media di 23,858 km/h, precedendo l'olandese Lars van der Haar e l'altro belga Kevin Pauwels terzo.
Partenza con 59 ciclisti provenienti da 20 nazioni, dei quali 41 portarono a termine la competizione.

## Squadre partecipanti
| N.    | Cod. | Squadra     |
| ----- | ---- | ----------- |
| 1-8   | NLD  | Paesi Bassi |
| 10-16 | BEL  | Belgio      |
| 20-24 | SUI  | Svizzera    |
| 26-29 | CZE  | Cechia      |
| 30-36 | USA  | Stati Uniti |
| 37    | SVK  | Slovacchia  |
| 38-42 | CAN  | Canada      |
| 43-45 | GER  | Germania    |
| 47-49 | FRA  | Francia     |
| 50    | POL  | Polonia     |

| N.    | Cod. | Squadra       |
| ----- | ---- | ------------- |
| 51-52 | ESP  | Spagna        |
| 53-54 | JPN  | Giappone      |
| 55-56 | AUS  | Australia     |
| 57-60 | GBR  | Regno Unito   |
| 61    | DEN  | Danimarca     |
| 62-63 | AUT  | Austria       |
| 64    | NZL  | Nuova Zelanda |
| 65-67 | LUX  | Lussemburgo   |
| 68    | SWE  | Svezia        |
| 69    | NOR  | Norvegia      |

## Classifica (Top 10)
| Pos. | Corridore            | Squadra     | Tempo    |
| ---- | -------------------- | ----------- | -------- |
| 1    | Wout Van Aert        | Belgio      | 1h05'52" |
| 2    | Lars van der Haar    | Paesi Bassi | a 5"     |
| 3    | Kevin Pauwels        | Belgio      | a 35"    |
| 4    | Sven Nys             | Belgio      | a 39"    |
| 5    | Mathieu van der Poel | Paesi Bassi | a 47"    |
| 6    | David van der Poel   | Paesi Bassi | a 1'03"  |
| 7    | Laurens Sweeck       | Belgio      | a 1'11"  |
| 8    | Tom Meeusen          | Belgio      | a 1'23"  |
| 9    | Radomir Simunek      | Cechia      | a 1'37"  |
| 10   | Marcel Meisen        | Germania    | a 1'43"  |